# Viktor Emanuel I.

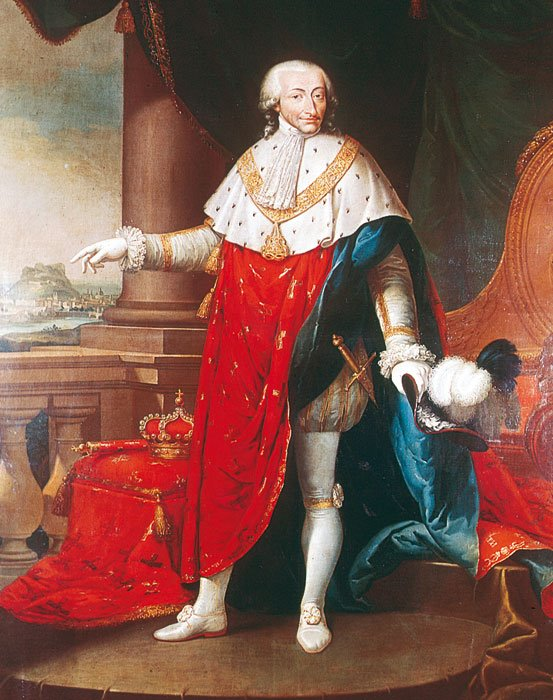
Viktor Emanuel I. (1802)

Viktor Emanuel I. (* 24. Juli 1759 in Turin; † 10. Januar 1824 in Moncalieri) war von 1802 bis 1821 König von Sardinien und von 1814 bis 1821 Herzog von Savoyen.

## Leben
Viktor Emanuel I. war der dritte Sohn von König Viktor Amadeus III. und dessen Gemahlin Maria Antonia von Spanien. Er erhielt nach seiner Geburt den Titel eines Herzogs von Aosta und wuchs in einem sehr religiösen, fast schon asketischen Milieu auf; seine Erzieher waren Papacino d’Antonio und Hyacinthe Sigismond Gerdil, der später Kardinal wurde.
Er nahm als Oberbefehlshaber am Ersten Koalitionskrieg (1792–1797) gegen Frankreich teil. 1802 folgte er seinem älteren Bruder Karl Emanuel IV. auf den Thron von Sardinien, nachdem dieser abgedankt hatte. Zu diesem Zeitpunkt erstreckte sich das Königreich nur noch auf die Insel Sardinien, während die auf dem Festland gelegenen Gebietsteile von Frankreich annektiert waren. 1806 verlegte er seine Residenz nach Cagliari und lebte dort mehr oder weniger im Exil.
Nach dem Fall Napoleons 1814 erhielt Viktor Emanuel Piemont und Savoyen zurück, nach dem Wiener Kongress 1815 bekam er außerdem die frühere Republik Genua. Im selben Jahr stiftete er den Militärorden von Savoyen, den ersten Militärverdienstorden Italiens und Vorläufer des heutigen Militärordens von Italien.
Viktor Emanuel war ein reaktionärer und beim Volk unbeliebter Herrscher. Nach einem Aufstand des Geheimbunds der Carbonari dankte er am 13. März 1821 als König von Sardinien zugunsten seines Bruders Karl Felix ab. Weil dieser nicht anwesend war, ernannte er zunächst seinen liberalen Neffen Karl Albert zum Regenten, der umgehend Maßnahmen zur Liberalisierung der Verhältnisse einleitete und eine neue Verfassung erließ. Wenige Tage später jedoch traf Karl Felix mit einem österreichischen Heer ein. Er machte die Maßnahmen von Karl Albert rückgängig und schickte ihn nach Spanien. Gleichwohl wurde Karl Albert 1831 sein Nachfolger.

## Ehe und Nachkommen
Viktor Emanuel I. vermählte sich am 21. April 1789 in Turin mit Maria Theresia von Österreich-Este und hatte mit ihr die Kinder:
- Maria Beatrice (* 6. Dezember 1792; † 15. September 1840) ⚭ Herzog Franz IV. von Modena
- Maria Adelaide (* 1. Oktober 1794; † 2. August 1795), Prinzessin von Savoyen
- Karl Emanuel (* 3. November 1796; † 9. August 1799), Graf von Vercelli
- Tochter (* 20. Dezember 1800; † 10. Januar 1801)
- Maria Theresia (* 19. September 1803; † 16. Juli 1879) ⚭ Herzog Karl II. von Parma
- Maria Anna (* 19. September 1803; † 4. Mai 1884) ⚭ Kaiser Ferdinand I. von Österreich
- Maria Christina (* 14. November 1812; † 31. Januar 1836) ⚭ König Ferdinand II. Beider Sizilien

Seine jüngste Tochter Maria Christina wurde am 25. Januar 2014 seliggesprochen.
Viktor Emanuel war ein Nachkomme der Stuarts in weiblicher Linie. Er wurde deshalb von den Jakobiten nach dem Tod seines Bruders Karl Emanuel als Inhaber des britischen Throns angesehen und von ihnen als König von England, Schottland, Irland und Frankreich bezeichnet. Er hat diese Titel jedoch niemals öffentlich beansprucht. Seine nominelle Position als Erbe des Hauses Stuart ging an seine älteste Tochter Maria Beatrix von Savoyen über.